# Otto Haintz
Otto Haintz (* 16. April 1890 in Berlin; † 27. Februar 1969 ebenda) war ein deutscher Historiker, bekannt als Biograph von Karl XII. von Schweden.

## Leben
Haintz war der Sohn eines Lehrers und studierte ab 1908 in Berlin Geschichte, Germanistik und Geographie mit dem Ziel Lehrer zu werden. 1912 wurde er promoviert über die Schlacht bei Novara (1513) und ab 1914 war er im Schuldienst (später als Studienrat und Oberstudienrat), unterbrochen vom Ersten Weltkrieg, in dem er 1914 bis 1918 Soldat war. Von 1937 bis 1944 war er Angestellter des Auswärtigen Amtes (Presseabteilung) in Oslo, Rom und Mailand. Danach lebte er als Privatgelehrter.
Er ist bekannt für seine Biographie von Karl XII. Der erste Band erschien 1936, der zweite zuerst 1951 in Stockholm (Verlag Norstedt u. Söner), wo er das zu Kriegsbeginn eigentlich schon fertige Manuskript beim Reichsarchiv hinterlegte, der dritte 1958. Für die Biographie wertete er die gesamte schwedische Literatur aus, was nach der Rezension von Erich Hassinger in der Historischen Zeitschrift 1938 damals eine Lücke füllte. Der Schwerpunkt der Darstellung lag in Militärgeschichte und Diplomatiegeschichte, wobei er in Hinblick auf die Militärgeschichte der Darstellung der Feldzüge Karls XII des Schwedischen Generalstabs von 1918/19 und von General Gustaf Petri folgte. Im Vorwort zu ersten Auflage des ersten Bandes schätzte Haintz Karl XII. ein als „genialen Militär, der als erster in Europa am Horizont der kommenden Zeiten emporsteigende russische Gefahr klar erkannt hat und der Konzeption großer und kühner politischer Ideen durchaus fähig war“, der aber an der „Übermacht widriger Umstände“ und einer „in den irrationalen Tiefen seines Wesens ruhenden Unterschätzung des diplomatischen Handwerks“ scheiterte. Diese Einschätzung hält er auch im Vorwort zur zweiten erheblich überarbeiteten Auflage 1958 aufrecht. Die detaillierte, ausführliche Darstellung wurde zum Beispiel in Rezensionen von Johannes Paul hervorgehoben, der außerdem hervorhebt, dass sich so ein differenzierteres Bild als in den bis dahin vorhandenen polarisierenden Darstellungen ergibt – die von Glorifizierung bis zu der negativen Darstellung als Totengräber schwedischer Großmachtstellung in der Folge der einflussreichen, literarisch hervorstechenden, aber unzuverlässigen Biographie von Karl XII. von Voltaire reichen. Walther Hubatsch nannte es in der Besprechung der Biographie in der Historischen Zeitschrift 1962 die bedeutendste Biographie, die je in irgendeiner Sprache über Karl XII. erschienen wäre und noch 2014 wird es zum Beispiel in einem Aufsatz von Joachim Krüger zu den Standardwerken gezählt. Auch Ragnhild Hatton lobte das Werk in ihrer Biographie von Karl XII. (bis auf die Tendenz von Haintz, in einem Bündnis Schwedens mit Preußen den rettenden Ausweg für Karl XII. zu sehen). Kritik wurde unter anderem von dem DDR-Historiker Jan Peters, wegen einer großdeutschen Perspektive geäußert (insbesondere in dem Aufsatz von Haintz über das Bild von Karl XII. in der Nachwelt von 1936). Haintz selbst erhielt für seine Studien volle Unterstützung durch die DDR-Behörden (uneingeschränkte Reiseerlaubnis für Nachforschungen in den ehemaligen Preußischen Staatsarchiven in Potsdam und Merseburg) und auch bei sowjetischen Historikern und Stellen genoss er Ansehen, nicht zuletzt als Schüler und Fortsetzer des Werks von Delbrück.
Haintz hatte sehr gute Kontakte zu schwedischen Historikerkreisen und den Karolinska förbundet. 1952 wurde er Mitglied der Kungliga Vitterhets Historie och Antikvitets Akademien.
1924 bis 1933 war er Mitglied der Deutschnationalen Volkspartei und ab 1925 des Stahlhelms.

## Schriften
- König Karl XII. von Schweden, 3 Bände, De Gruyter 1936, 1951, 1958 (erster Band in zweiter Auflage 1958).
  - Band 1: Der Kampf Schwedens um die Vormacht in Nord- und Osteuropa (1697–1709), Band 2: Die türkische Periode Karls XII. und sein Versuch einer Wiederaufrichtung der schwedischen Großmachtstellung (1709–1714), Band 3: Der Ausgang der Königstragödie (1715–1719)
- Die Kriegsschuldfrage, in der Reihe: Lambeck, Rühlmann (Hrsg.), Quellensammlung für den geschichtlichen Unterricht an höheren Schulen, Leipzig: Teubner 1927, 2. Auflage 1930, Archive
- Die historisch-politische Schulung des deutschen Volkes durch die Volkshochschule: ein Wegweiser zu einer einheitlichen Orientierung des gesamten Unterrichtswesens der Nation, Langensalza: Hermann Beyer und Söhne 1920
- Der Russisch-Japanische Krieg von 1904-1905, Berlin: Stilke 1937
- England endgültige Option gegen Deutschland 1904-1907, Neue Jahrbücher für Wissenschaft und Jugendbildung, Band 6, 1930, S. 299–314
- Karl XII von Schweden im Urteil der Geschichte, Preußische Jahrbücher 1936
- Delbrück, Karl XII und der schwedische Generalstab, in: Emil Daniels, Paul Rühlmann (Hrsg.), Am Webstuhl der Zeit. Eine Erinnerungsgabe Hans Delbrück dem Achtzigjährigen von Freunden und Schülern dargebracht, Berlin 1928
- Der Cannae-Sieg des schwedischen Feldmarschalls Rehnschiöld bei Fraustadt 1706, Preußische Jahrbücher, 1931
- Klissow 1702, in: Der Genius des Feldherrn, Potsdam-Berlin: Sanssouci Verlag 1937
- Zwischen Durchbruchs- und Cannae Schlacht im nordischen Kriege: Narwa und Klissow, Wissen und Wehr, Berlin 1937, S. 524
- Der nordische Rat, Archiv des Völkerrechts, Band 4, 1954, S. 450–456
- Peter der Große, Friedrich der Große und Voltaire. Zur Entstehungsgeschichte von Voltaires „Histoire de l’empire de Russie sous Pierre le Grand.“ Akademie der Wissenschaften und Literatur Mainz, Abhandlungen der Geistes- und Sozialwissenschaftliche Klasse Nr. 5, 1961

Er setzte auch die Geschichte der Kriegskunst von Hans Delbrück mit Emil Daniels fort (und gab mit diesem die überarbeiteten ersten Bände heraus), zunächst noch in Zusammenarbeit mit Delbrück. So schrieb er mit Daniels den siebten Band von 1936, der den Sezessionskrieg, Burenkrieg und Russisch-Japanischen Krieg behandelte (Berlin: Stilke), sowie den fünften (1928) und sechsten (1932). 1962 gab er bei De Gruyter die Neuausgabe von Band 4 (Neuzeit) heraus.